# لوئیس رینا
لوئیس رینا (اسپانیایی: Luis Reyna‎؛ زادهٔ ۱۶ مهٔ ۱۹۵۹) بازیکن فوتبال اهل پرو بود.
از باشگاه‌هایی که در آن بازی کرده‌است می‌توان به باشگاه فوتبال اونیورسیتاریو ده دپورتس و باشگاه فوتبال اسپورتینگ کریستال اشاره کرد.
وی همچنین در تیم ملی فوتبال پرو بازی کرده‌است.